# CADprofi
CADprofi (dawniej CP-System) – program CAD wspomagający projektowanie w budownictwie i przemyśle stworzony i rozpowszechniany przez firmę CADprofi s.c. i wykorzystywany jako nakładka rozszerzająca funkcjonalności popularnych programów CAD. Aplikacja jest kompatybilna z programami CAD obsługującymi formaty DWG i DXF. Program przyśpiesza projektowanie dzięki wyposażeniu w wiele dodatkowych funkcji nieobecnych w ogólnych programach CAD. Rysunki tworzone w CADprofi są zgodne z formatami DWG i DXF i mogą być edytowane w dowolnym systemie CAD.
Pierwsza wersja oprogramowania CADprofi pojawiła się w 2001 roku. Program dostępny jest obecnie (2021) w 24 wersjach językowych i używany jest przez ponad 150 tys. projektantów na całym świecie.

## Dostępne moduły
CADprofi Architectural – moduł wspomagający projektowanie budowlane; umożliwia rysowanie ścian wielowarstwowych, wstawianie okien, drzwi, wymiarowanie architektoniczne, tworzenie opisów oraz wykorzystywanie obiektów z biblioteki wyposażenia wnętrz. Możliwe jest również tworzenie rysunków elewacji oraz projektowanie planów ewakuacyjnych i BHP.
CADprofi Electrical – moduł wspomagający projektowanie instalacji zasilających, oświetleniowych, niskiego napięcia, telekomunikacyjnych, alarmowych, antenowych i innych. Dostępnych jest kilka tysięcy symboli z wielu norm elektrycznych, oprawy oświetleniowe, rozdzielnice, system rysowania przewodów oraz korytek i kanałów kablowych. Program posiada również system automatycznego numerowania (adresowania) obwodów elektrycznych oraz edytor schematów.
CADprofi HVAC & Piping – moduł umożliwia projektowanie instalacji centralnego ogrzewania, wodno-kanalizacyjnych, gazowych, medycznych, przeciwpożarowych, wentylacyjnych, klimatyzacyjnych, chłodniczych i innych instalacji technologicznych w budownictwie i w przemyśle.
CADprofi Mechanical – moduł posiada zestaw normaliów, kształtowników stalowych i innych wyrobów hutniczych opracowanych na podstawie narodowych i międzynarodowych norm.
CADprofi Manufacturers (CADprofi OEM) – moduł posiada biblioteki  i systemy przeznaczone do projektowania z wykorzystaniem wyrobów wielu znanych producentów.

## Wersje programu
- CP-System  (2003 – 2008)
- CADprofi (2010 - 2021)

## Obsługiwane platformy
Program CADprofi działa na systemach operacyjnych Windows 2000, Windows XP (32/64 bit), Windows Vista (32/64 bit), Windows 7 (32/64 bit), Windows 8, Windows 10.